# Robin John
Robin John (* 27. Juli 1991 in Hannover) ist ein deutscher Handballspieler. Der 1,90 m große und 86 kg schwere Rückraumspieler spielte von 2013 bis 2020 für den ehemaligen Zweitligisten Eintracht Hildesheim. Seit dem Sommer 2020 ist John Cheftrainer seines ehemaligen Vereines, dem TSV Anderten, ehemals HSV Hannover. 
In seiner Jugend bei der HSG Langenhagen. 2005 wechselte er zum TSV Hannover-Anderten. Seit 2009 spielte er in der 1. Herren-Mannschaft vom TSV Hannover-Anderten. Diese nahm unter dem Namen HSV Hannover bis 2010 am Spielbetrieb der 2. Handball-Bundesliga Nord teil; seit Bildung der eingleisigen 2. Liga spielt das Team in der 3. Liga Nord. 2010 bekam John eine Einladung zum DHB-Lehrgang von 21. bis 23. Februar in Warendorf. Nachdem John im Dezember 2019 einen erneuten Kreuzbandriss erlitt und ihm in der Folge kein neuer Vertrag angeboten wurde, kam der Ruf des damaligen HSV Hannover, wo er seit Sommer 2020 den Posten des Cheftrainers bekleidet.